# Јусуф Нуркић
Јусуф Нуркић (Живинице, 23. август 1994) босанскохерцеговачки је кошаркаш. Игра на позицији центра, а тренутно наступа за Јута џез.

## Рана каријера
Као јуниор је више од две сезоне играо за словеначки Златорог Лашко. У фебруару 2012. накратко је позајмљен Унион Олимпији како би играо на јуниорском турниру (НИЈТ) у склопу Евролиге који је одржан у Београду. Нуркић је ту привукао међународну пажњу одличним играма: у 5 утакмица имао је просек од 18,8 поена и 11 скокова. Недуго након овог турнира разишао се са Златорогом. Само неколико дана касније откривено је да тренира са загребачком Цедевитом.

## Професионална каријера

### Цедевита
У октобру 2012, након неколико месеци тренирања с Цедевитом, Нуркић је потписао уговор на 4+1 годину са овим клубом. Након потписивања уговора, на конференцији за новинаре објаснио је разлоге одласка из Златорога, оптуживши свог бившег тренера, Милоша Шпорара, да му није дао прилику да игра. У својој првој сезони у Цедевити имао је малу улогу у тиму који је водио Александар Петровић, углавном играјући у тренуцима кад би питање победника већ давно било решено. У Евролиги је одиграо само 6 утакмица, с просеком од 1,8 поена. У јануару 2013. на властиту иницијативу позајмљен је Задру до краја сезоне, надајући се да ће добити већу минутажу. У наредној сезони, са новим тренером, Јасмином Репешом, пробио се у први план наступима у регионалној АБА лиги, остваривши просек од 11,6 поена и 5,6 скокова по утакмици, иако је на паркету проводио само 16,3 минуте у просеку. То је приписано углавном проблемима због прекршаја, али и с кондицијом.

### Денвер нагетси
Дана 26. јуна 2014. Нуркића су одабрали Чикаго булси као 16. пик на НБА драфту. Касније је мењан у Денвер нагетсе на вече самог драфта. Дана 31. јула 2014. потписао је уговор с Нагетсима. Дана 29. октобра 2014. године, он је имао свој деби у НБА и забележио 5 поена и 7 скокова у победи 89:79 над Детроит пистонсима. Дана 1. јануара 2015, забележио је свој први дабл-дабл учинак у НБА са 10 поена и 10 скокова у поразу од Чикаго булса. Два дана касније, забележио је свој други дабл-дабл са 11 поена и 10 скокова уз 5 блокада у победи 114:85 над Мемфис гризлисима. Забележио је још два дабл-дабл учинка у фебруару. Нуркић је позван да учествује на Ол-стар викенду 2015. на утакмици „звезди у успону” као замена за Стивена Адамса из Оклахома Сити тандера, али је одбио да игра због приватних разлога. У финалној утакмици Нагетса у сезони 15. априла, Нуркић постигао најбољи учинак сезоне са 17 поена у поразу од Голден Стејт вориорса. Дана 20. маја 2015. Нуркић је оперисао колено.
Дана 11. октобра 2015. године Нагетси користе опцију у уговору и продужују уговор са Нуркићем до краја 2016/17 сезоне. Нуркић је свој деби у сезони 2015/16. имао 2. јануара 2016. против Голден Стате вориорса, а није играо прва два месеца ове сезоне због опоравка од повреде. Четири дана касније, забележио је 15 поена, 10 скокова и 5 блокада у победи 78:74 над Минесота тимбервулвсима. Дана 12. марта 2016. он је постигао рекорд сезоне са 17 поена у победи од 116:100 над Вашингтон визардсима. Тај учинак је пребацио два пута крајем марта, прво је постигао 18 поена против Лос Анђелес лејкерса 25. марта, а касније и 19 поена против Лос Анђелес клиперса 27. марта. Дана 8. априла 2016. он је постигао тадашњи рекорд каријере са 21 поеном у победи 102:98 над Сан Антонио спарсима.
На отварању сезоне 2016/17. дана 26 октобра 2016. Нуркић је остварио нови рекорд каријере са 23 поена у победи 107:102 над Њу Орлеанс пеликансима. Пет дана касније, он је забележио рекорд каријере са 18 скокова у поразу 105:102 од Торонто репторса.

### Портланд трејлблејзерси
Нуркић је 12. фебруара 2017. мењан у Портланд трејлблејзерсе са пиком из 2. круга драфта 2018. у замену за центра Мејсона Плумлија и пик из 1. круга драфта 2017. Два дана касније је дебитовао за Портланд, и забележио 13 поена и седам скокова за 21 минут са клупе у поразу 111:88 од Јута џеза. Први пут је био стартер на следећој утакмици 23. фебруара 2017. и забележио 12 поена и 12 скокова у победи 112:103 над Орландо меџиком. Дана 2. марта 2017. године имао је 18 поена, 12 скокова, шест асистенција и пет блокада у победи 114:109 над Оклахома Сити тандером. Дана 9. марта 2017. године забележио је до тада најбољу партију са 28 поена и 20 скокова у победи 114:108 после продужетака над Филаделфија севентисиксерсима. Такође је имао осам асистенција и шест блокада, поставши први НБА играч који је забележио најмање 28 поена, 20 скокова, 8 асистенција и 6 блокада још од када је Чарлс Баркли забележио такав учинак у новембру 1986. Дана 28. марта 2017. године поставио је нови рекорд каријере са 33 поена и 16 скокова у победи 122:113 против свог бившег тима, Денвер нагетса.

## Репрезентација
Нуркић је изабран за најкориснијег играча Б-дивизије Европског првенства до 18 година одржаног 2012, на којем је имао просек од 19,4 поена и 13,3 скока по утакмици. Овај успех поновио је и на Европском првенству до 20 година 2014 (Б-дивизија), кад му је просек био 21,4 поена и 12 скокова. Имао је мању улогу у сениорској репрезентацији Босне и Херцеговине у квалификацијама за ЕП 2013, али на крају није изабран у тим који је отишао на само првенство. Такође је наступао у квалификацијама за Европско првенство 2017, у којима је у просеку остварио 19,2 поена, 13,5 скокова и једну блокаду по утакмици.

## Успеси

### Клупски
- Цедевита:
  - Првенство Хрватске (1): 2013/14.
  - Куп Хрватске (1): 2014.

### Појединачни
- Најкориснији играч финала Првенства Хрватске (1): 2013/14.
- Идеални тим новајлија НБА — друга постава: 2014/15.

## Статистика

### НБА

#### Регуларна сезона
| Сезона   | Екипа          | ОУ  | СУ | МПУ  | ПШ%  | 3П%  | СБ%  | СПУ | АПУ | УПУ | БПУ | ППУ |
| -------- | -------------- | --- | -- | ---- | ---- | ---- | ---- | --- | --- | --- | --- | --- |
| 2014/15. | Денвер нагетси | 62  | 27 | 17.8 | .446 | .000 | .636 | 6.2 | .8  | .8  | 1.1 | 6.9 |
| 2015/16. | Денвер нагетси | 32  | 3  | 17.1 | .417 | .000 | .616 | 5.5 | 1.3 | .8  | 1.4 | 8.2 |
| 2016/17. | Денвер нагетси | 45  | 29 | 17.9 | .507 | .000 | .496 | 5.8 | 1.3 | .6  | .8  | 8.0 |
| Каријера | Каријера       | 139 | 59 | 17.7 | .458 | .000 | .584 | 5.9 | 1.1 | .7  | 1.1 | 7.5 |

### Евролига
| Сезона   | Екипа    | ОУ | СУ | МПУ | ПШ%  | 3П%   | СБ%  | СПУ | АПУ | УПУ | БПУ | ППУ | ИПУ |
| -------- | -------- | -- | -- | --- | ---- | ----- | ---- | --- | --- | --- | --- | --- | --- |
| 2012/13. | Цедевита | 6  | 0  | 3.7 | .625 | 1.000 | .000 | .7  | .0  | .2  | .5  | 1.8 | 2.0 |
| Каријера | Каријера | 6  | 0  | 3.7 | .625 | 1.000 | .000 | .7  | .0  | .2  | .5  | 1.8 | 2.0 |

## Контроверзе
Нуркић је 12. априла 2021. године изазвао много критика од стране грађане бивше Југославије након што је обележио почетак Рамазана „твитовањем“ слике Мештровићевог павиљона 1944. године у Загребу, када је усташки режим у Независној Држави Хрватској, претворио зграду павиљона, тада Дома ликовних уметности, у џамију названу „Поглавникова џамија“, по фашистичком лидеру ове државе, Анти Павелићу.